# I’ve Got a Tiger by the Tail
Az 1965-ös I've Got a Tiger by the Tail Buck Owens nagylemeze. A Billboard Country Albums listáján 1., míg a Pop Albums listán 43. lett. 1995-ben megjelent új kiadása a Sundazed Records gondozásában. Ezen a két kiadás két bónusz koncertfelvétel található, mindkettőt 1963 októberében rögzítették a kaliforniai Bakersfieldben. Szerepel az 1001 lemez, amit hallanod kell, mielőtt meghalsz című könyvben.

## Az album dalai

### Eredeti kiadás
| 1. | I've Got a Tiger By the Tail    | Harlan Howard, Buck Owens          | 2:12 |
| 2. | Trouble and Me                  | Howard                             | 1:54 |
| 3. | Let the Sad Times Roll On       | Owens, Red Simpson                 | 2:14 |
| 4. | Wham Bam                        | Buck Owens, Bonnie Owens, Don Rich | 2:01 |
| 5. | If You Fall Out of Love With Me | Owens, Owens                       | 2:15 |
| 6. | Fallin' for You                 | Owens, Owens, Rich                 | 2:01 |

| 1. | We're Gonna Let the Good Times Roll | Owens                   | 2:15 |
| 2. | The Band Keeps Playin' On           | Red Simpson, Fuzzy Owen | 3:02 |
| 3. | The Streets of Laredo               | (tradicionális)         | 2:55 |
| 4. | Cryin' Time                         | Owens                   | 2:30 |
| 5. | A Maiden's Prayer                   | Bob Wills               | 2:33 |
| 6. | Memphis Tennessee                   | Chuck Berry             | 2:27 |

### Bónuszdalok az 1995-ös kiadásról
|     | Cím            | Szerző(k)                     | Hossz |
| --- | -------------- | ----------------------------- | ----- |
| 13. | This Ol' Heart | Eddie Miller, Bob Morris      | 1:12  |
| 14. | Act Naturally  | Johnny Russell, Voni Morrison | 2:28  |

## Közreműködők
- Buck Owens – gitár, ének
- Don Rich – gitár, hegedű, háttérvokál (ének a Wham Bam-on)
- Doyle Holly – basszusgitár, gitár, háttérvokál (ének a Streets of Laredo-n)
- Tom Brumley – pedal steel gitár, gitár
- Willie Cantu – dobok
- Mel King – dobok
- Bob Morris – basszusgitár, háttérvokál
- Jay McDonald – pedal steel gitár
- Jelly Sanders – hegedű, gitár